# 그리스 고개
그리스 고개(Gries Pass, 이탈리아어: Passo del Gries, 독일어: Griespass)는 스위스 발레주와 이탈리아 포르마차 사이의 산길이다. 누페넨 고개에서 포장도로가 끝나고 고삐길이 이탈리아 쪽으로 이어진다. 고압가스 파이프라인이 북해에서 이탈리아까지 이어지는 통로를 지나간다.
그리스 고개 정상에는 1965년 건설된 댐으로 눈과 그리스 빙하로부터 녹은 물이 유입된다. 댐의 저수 용량이 가장 높을 때, 이곳 호수의 물은 스위스에서 가장 높은 2,386m가 된다.